# قرار مجلس الأمن التابع للأمم المتحدة رقم 555
قرار مجلس الأمن التابع للأمم المتحدة رقم 555، الصادر في 12 تشرين الأول / أكتوبر 1984، بعد التذكير بالقرارات السابقة حول الموضوع، ودراسة تقرير الأمين العام عن قوة الأمم المتحدة المؤقتة في لبنان (اليونيفيل) المعتمد في 426 (1978)، قرر المجلس تمديد ولاية اليونيفيل لستة أشهر أخرى حتى 19 أبريل 1985.
ثم أعاد المجلس التأكيد على ولاية القوة وطلب من الأمين العام تقديم تقرير عن التقدم المحرز فيما يتعلق بتنفيذ القرارين 425 (1978) و 426 (1978).
تم اعتماد القرار بأغلبية 13 صوتًا، مع امتناع عضوين عن التصويت من جمهورية أوكرانيا الاشتراكية السوفياتية والاتحاد السوفيتي .